# Château de Castel
Le château de Castel est un château de Saint-Servant, dans le Morbihan.

## Localisation
Le château est situé en surplomb de la confluence entre le ruisseau de la Grée-Coherel et l'Oust, à environ 800 m à vol d'oiseau au nord du centre-bourg de Quily et 3,9 km au sud-est du centre-bourg de Saint-Servant.

## Histoire
Une motte castrale, dont des vestiges ont été retrouvés, y est érigée durant le Haut Moyen Âge. Il faut toutefois attendre le XIVe siècle pour y attester l'existence d'un premier château, construit pour la famille de Castel.
Si l'actuel château date du XVIIIe siècle pour l'essentiel, les écuries, la grange, le colombier et le jardin sont néanmoins construits au siècle précédent. Le corps de logis est élevé en deux campagnes de construction : la première entre 1759 et 161 et la seconde en 1783. La chapelle, dédiée à saint François, est bâtie en 1771. Au siècle suivant, le jardin est réaménagé en parc à l'anglaise et agrémenté d'un potager dans les années 1800, le moulin est construit en 1809 et la métairie en 1860.
L'édifice bénéficie d'une campagne de restauration dans le courant du XIXe siècle.
Le corps de logis et les communs (ceux prolongeant le corps de logis et les deux au sud), ainsi que le colombier, la chapelle, le jardin et son mur de clôture sont inscrits au titre des monuments historiques par arrêté du 30 septembre 1997.

## Architecture
Le château est situé au cœur d'un grand domaine.
Le corps de logis est composé d'un bâtiment central rectangulaire, auquel sont accolés, à chaque extrémité et de manière perpendiculaire, deux corps de communs. L'intérieur de ce bâtiment a conservé la disposition, les boiseries et escaliers d'origine. Au sud, deux autres bâtiments de communs (écuries et grange) prolongent l'alignement des ailes. Cet ensemble dessine une basse-cour, dans laquelle se dresse un colombier à échelle tournante. La chapelle en est situé à l'ouest, ainsi que la métairie et une autre grange ; le jardin à l'anglaise et le potager prennent place au nord. Une ancienne glacière en ruine prend appui sur le mur de clôture au nord-ouest.
À l'est de cet ensemble, a été construite une ferme, constituée de deux bâtiment parallèles. Le moulin, en ruines, est situé au nord-est. Les vestiges de la motte castrale ont été découverts au nord.